# Benson (North Carolina)
Benson ist eine Town in Johnston County in North Carolina (Vereinigte Staaten von Amerika). Das U.S. Census Bureau hat bei der Volkszählung 2020 eine Einwohnerzahl von 3967 ermittelt.

## Geographie
Das Gemeindegebiet umfasst 5,5 km². Ein Teil reicht in das Harnett County.

## Demographie
In Benson existieren 1230 Haushalte und 757 Familien. 

## Verkehr
- Interstate 40
- Interstate 95